# Полутяжёлая вода
Полутяжёлая вода (дейтериевая вода, монодейтериевая вода, гидроксид дейтерия)—вода с заменой одного из протиев на дейтерий (2H; или, что менее правильно D). Формула полутяжёлой воды: DHO или 1H2HO. Полутяжёлая вода существует всегда, когда в смеси присутствует вода с изотопами водорода 1H и 2H. Это происходит потому, что изотопы водорода быстро обмениваются между молекулами воды. Вода с 50 % содержанием 1H и 50 % содержанием 2H, представляет собой около 50 % 1H2HO и по 25 % H2O и 2H 2 O (D2O), находящихся в динамическом равновесии. В обычной воде примерно 1 молекула из 3200 — это полутяжёлая вода HDO (1H2HO) (один атом водорода из 6400 — это 2H). Для сравнения, тяжелая вода D2O (2H2O) встречается в пропорции около 1 молекулы на 41 миллион (то есть 1 на 6400 2). Это делает полутяжёлую воду гораздо более распространённой, чем «обычная» тяжелая вода.
Температура замерзания полутяжелой воды 3,8 °C по сравнению с 3,82 °C у тяжелой воды.

## Производство
На Земле полутяжелая вода встречается в естественном виде в обычной воде в пропорции примерно 1 молекула на 3200, поскольку 1 из 6400 атомов водорода в воде — это дейтерий, который по весу составляет 1 часть на 3200. HDO можно получить из обычной воды такими способами, как:
- дистилляция
- электролиз
- различные процессы химического обмена с кинетическим изотопным эффектом[англ.] .

Частичное обогащение происходит также в естественных водоемах при определённых условиях испарения (более подробную информацию о распределении дейтерия в воде см. в документах Венский стандарт средней океанической водыи Биогеохимия изотопов водорода).

## Сравнение физических свойств
| Параметр                                            | D2O     | HDO    | H2O     |
| --------------------------------------------------- | ------- | ------ | ------- |
| Температура плавления, °C                           | 3,82    | 3,8    | 0,00    |
| Температура кипения, °C                             | 101,42  | 100,7  | 99,974  |
| Плотность при 20 °C, г/см³                          | 1,1056  | 1,054  | 0,9982  |
| Плотность жидкости при температуре плавления, г/см³ | 1,10546 | —      | 0,99984 |
| Плотность льда при температуре плавления, г/см³     | 1,0175  | —      | 0,91672 |
| Температура максимальной плотности, °C              | 11,6    | —      | 4,0     |
| Вязкость при 20 °C, сантипуаз                       | 1,2467  | 1,1248 | 1,0016  |
| Поверхностное натяжение при 25 °C, дин·см           | 71,87   | 71,93  | 71,98   |
| Молярное уменьшение объёма при плавлении, см³/моль  | 1,567   |        | 1,634   |
| Молярная теплота плавления, ккал/моль               | 1,515   |        | 1,436   |
| Молярная теплота парообразования, ккал/моль         | 10,864  | 10,757 | 10,515  |
| pH при 25 °C                                        | 7,41    | 7,266  | 7,00    |

## Дальнейшее чтение
- Schwarzer D, Lindner J, Vöhringer P (October 2005). Energy relaxation versus spectral diffusion of the OH-stretching vibration of HOD in liquid-to-supercritical deuterated water. The Journal of Chemical Physics. 123 (16): 161105. Bibcode:2005JChPh.123p1105S. doi:10.1063/1.2110087. hdl:11858/00-001M-0000-0012-E7B7-2. PMID 16268674.